# Brasão de armas da Guiné-Bissau

Brasão de Armas da Guiné-Bissau

O Brasão de Armas da Guiné-Bissau é um dos símbolos oficiais do país. 

## Brasão de Armas da Guiné-Bissau
A Constituição da República da Guiné-Bissau no seu Artigo 22º nr.º 1, define que "Os símbolos nacionais da República da Guiné-Bissau são a Bandeira, as Armas e o Hino". O nr.º 3 do mesmo artigo, diz que "As Armas da República da Guiné-Bissau consistem em duas palmas dispostas em círculo, unidas pela base, onde assenta uma concha amarela, e ligadas por uma fita em que se inscreve o lema «UNIDADE LUTA PROGRESSO». Na parte central superior insere-se uma estrela negra de cinco pontas".

## História
Foi adoptado pouco depois de o país ter ficado independente de Portugal em 1973. Proeminente está uma estrela negra, parte do tradicional simbolismo Pan-Africano e frequentemente referenciada como a estrela Negra de África. Uma concha no fundo, une dois ramos de oliveira simétricos. A concha é simbólica da localização do país na costa Oeste de África.

## Brasões históricos

Brasão de armas da Guiné portuguesa, de 8 de maio de 1935 a 11 de junho de 1951.
Brasão de armas da Guiné portuguesa, de 11 de junho de 1951 a 24 de setembro de 1973.
Brasão de armas simplificado, de 8 de maio de 1935 a 24 de setembro de 1973.
Brasão de armas da Guiné-Bissau (1973-2023)